# Michałówka (powiat grójecki)
Michałówka – wieś w Polsce położona w województwie mazowieckim, w powiecie grójeckim, w gminie Jasieniec.
Wieś wchodzi w skład sołectwa Łychów
W latach 1975–1998 miejscowość administracyjnie należała do województwa radomskiego.